# Domingo Umbert
Domingo Umbert Vilaseró (Barcelona 1916 - 1993) fue un artesano español, constructor de gigantes y cabezudos y otros elementos de imaginería festiva. En 1929, con doce años, entró de aprendiz en una fábrica de juguetes de San Andrés de Palomar, donde empezó haciendo caballos de cartón y aprendió la técnica. En la década de los años 40 trabajó en el taller El Ingenio, situado en la calle de Rauric de la Ciudad Condal. Fue el artesano constructor de muchas parejas de gigantes distribuidas por toda Cataluña, realizadas en este obrador durante aquella época, muchas veces encargadas por ayuntamientos y otras entidades a través de la desaparecida Casa Paquita, la cual confeccionaba los vestidos.
El 1952 pasó a trabajar en el taller de Lambert Escaler y Lluís Sabadell, donde además de construir gigantes o cabezudos, se dedicó también a realizar maquetas para arquitectos y escenografías para teatro y cine.
En 1987 le fue concedida la Carta de Maestro Artesano y en 1991 recibió la Cruz de San Jorge concedida por la Generalidad de Cataluña.